# Aranyoslonka
Aranyoslonka (románul: Lunca) település Romániában, Erdélyben, Fehér megyében.

## Fekvése
Az Aranyos jobb partja mellett, Torockótól nyugatra, Vidaly és Alsópodsága közt fekvő település.

## Története
Aranyoslonka nevét 1470-ben, majd 1517-ben említette először oklevél p. Wyfalw néven, mint Torockó vár tartozékát.
1470-ben Mátyás király Monoszlói Csupor Miklós erdélyi vajdának adományozta.
A 16. század elején Corvin János, majd II. Ulászló birtoka volt.
1474-ben Thoroczkai Péter özvegye: Alárdi Dorottya birtoka volt, aki Wyfalw-i birtokrészét eltartás fejében
átengedte Batinai Kis Jánosnak.
1808-ban Újfalu, Lunká, 1861-ben Ujjfalu, Lunka, 1888-ban Lunka (Újfalu), 1913-ban Aranyoslonka néven írták.
A trianoni békeszerződés előtt Torda-Aranyos vármegye Torockói járásához tartozott.
1910-ben 384 lakosából 7 magyar, 377 román volt. Ebből 375 görögkeleti ortodox, 4 izraelita volt.

## Források

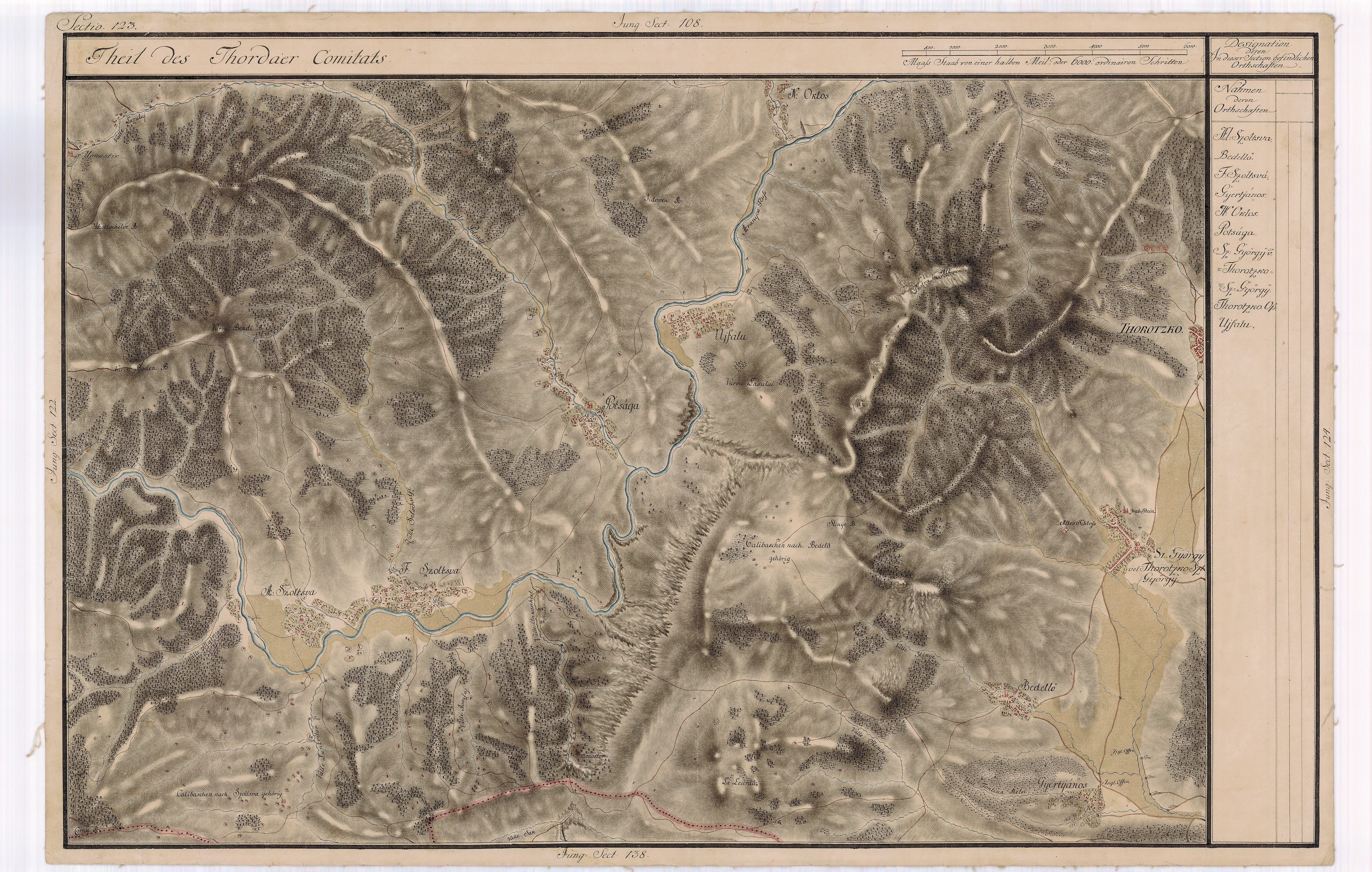
Aranyoslonka egy régi térképen